# Авансовый отчёт
Авансовый отчёт (англ. expense report) — отчёт с приложением оправдательных документов подотчётного лица об использовании аванса для выполнения определенного служебного поручения, является первичным документом.

## Определение
Согласно БСЭ авансовый отчёт — это отчёт работника предприятия, учреждения или организации об использовании полученных им в виде аванса средств для выполнения определённого служебного поручения.
Согласно КНЭ авансовый отчёт — это отчёт работника об использовании аванса  для выполнения определённого служебного поручения.

## Учёт авансовых отчётов
Россия
Согласно п. 6.3 Указания Банка России № 3210-У авансовый отчёт должен быть заполнен и сдан в бухгалтерию подотчётным лицом, которому ранее были выданы денежные средства под отчёт. Подотчётное лицо — это работники организации или физические лица-внештатные сотрудники, заключившие с организацией гражданско-правовые договоры, согласно письму Банка России от 02.10.2014.
Казахстан
Согласно КНЭ авансовый отчёт готовится по установленному образцу, ставится подпись получателя аванса и сдается в бухгалтерию. В нём указываются суммы, полученные под отчёт, фактически произведенные расходы (перерасход); подкрепляется первичными документами.
В Казахстане  к авансовому отчёту прилагаются документы, подтверждающие произведенные расходы. Авансовый отчёт проверяется бухгалтерией предприятия, учреждения, организации, утверждается руководителем или его доверенным лицом (представителем) и служит основанием для списания выданного аванса. Остаток средств подлежит возврату. В случае невозврата эта сумма удерживается с заработной платы.